# Material pericentriolar
O material pericentriolar é uma massa amorfa de proteínas que constitui a parte do centrossoma animal que rodeia os dois centríolos. Este material é responsável pela nucleação de microtúbulos e pela ancoragem de microtúbulos incluindo γ-tubulina, pericentrina e nineína. 
De acordo com a ontologia genética, as seguintes proteínas humanas estão associadas a este material :
- BBS4
- Lck
- PCM1
- TNKS
- TNKS2
- TUBE1